# Paragordius flavescens
Paragordius flavescens är en tagelmaskart som beskrevs av Otto Friedrich Bernhard von Linstow 1906. Paragordius flavescens ingår i släktet Paragordius och familjen Chordodidae. Inga underarter finns listade i Catalogue of Life.